# Białowieża Pałac
Białowieża Pałac – obecnie nieczynna końcowa stacja kolejowa położona w centrum Białowieży (koło Parku pałacowego), w województwie podlaskim, w Polsce.
Przystanek kolejowy zbudowano w ciągu 4 miesięcy 1897 r. na potrzeby rezydencji carów Rosji – pałacu w Białowieży – wzniesionej z polecenia cara Aleksandra III w 1894 r. Car wraz z rodziną przyjeżdżał pociągiem na polowania. Gdy nieco później wybudowano stację Białowieża Towarowa, Białowieża Pałac stała się wyłącznie stacją osobową. W okresie międzywojennym stacja była wykorzystywana przez prezydenta RP Ignacego Mościckiego i jego gości, których zapraszał na polowania. Po zniszczeniu drewnianych pawilonów z końca XIX wieku w czasie II wojny światowej, w ich miejscu powstał w latach 70. XX wieku budynek stacji w stylu późnego modernizmu, który na skutek porzucenia uległ zniszczeniu po 1994 roku.

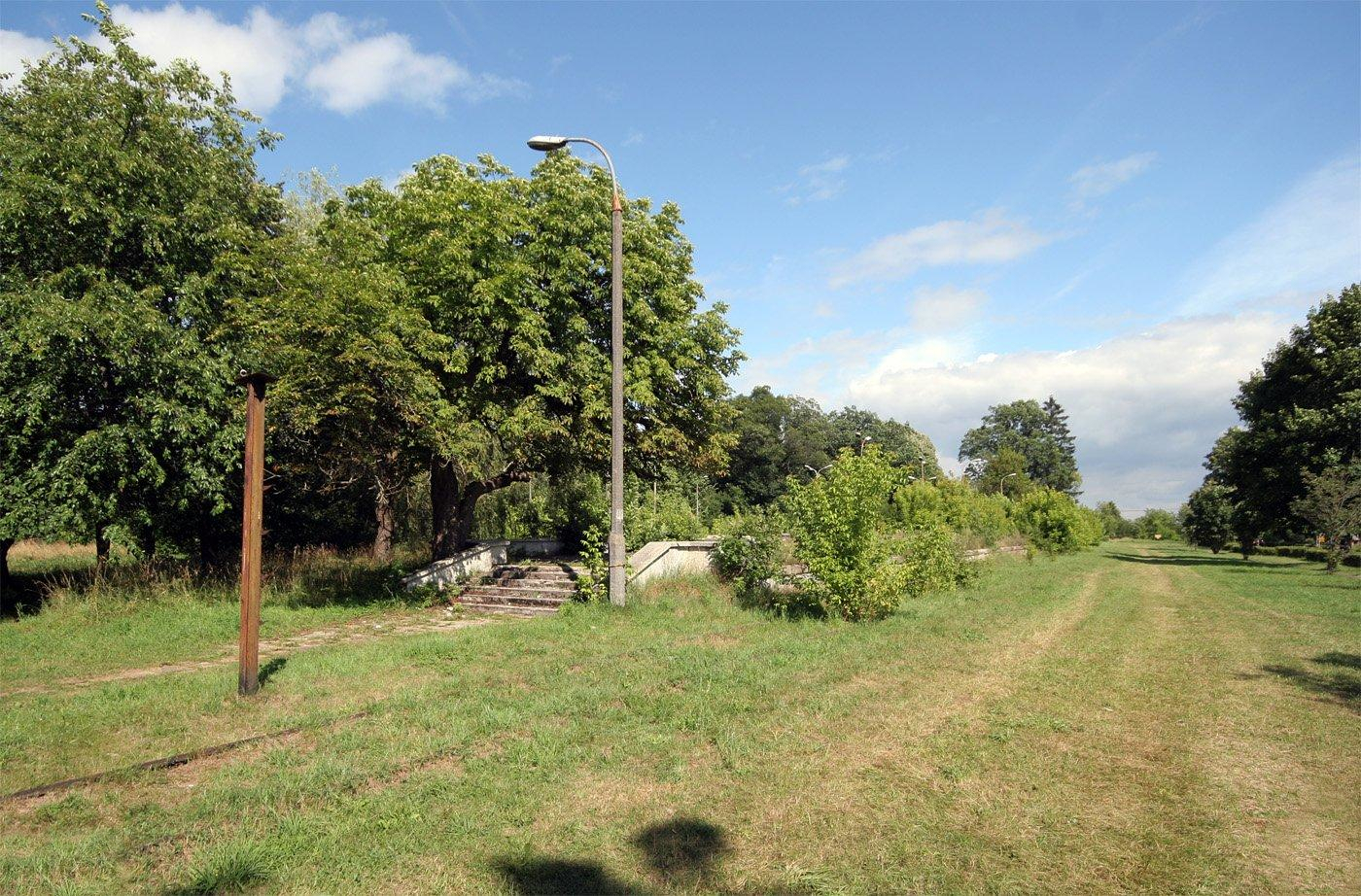
Pozostałości dawnego peronu - stan w lipcu 2012

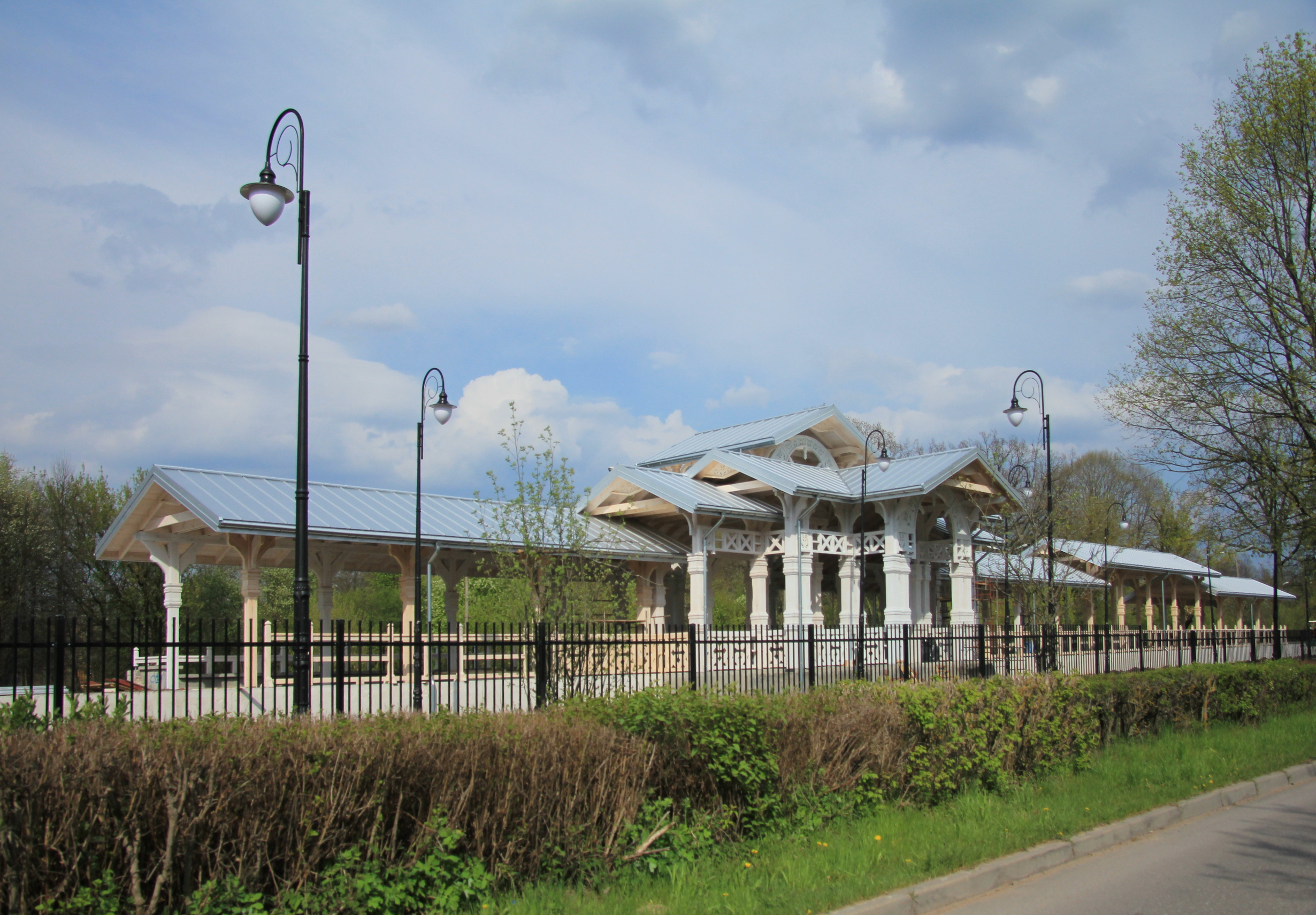
Zrekonstruowany peron - maj 2015

Trasa do Hajnówki była użytkowana przez ponad 100 lat do czasu zamknięcia linii 31 grudnia 1993 r. z powodu nieopłacalności przewozów. Przez pewien okres, do czasu zamknięcia linii na trasie do Hajnówki kursowały szynobusy. Stacja Białowieża Pałac niszczała od 1993, natomiast stację Białowieża Towarowa odrestaurowali właściciele restauracji, która obecnie mieści się w pomieszczeniach dawnej stacji.
W latach 2014–2015 przeprowadzono budowę nowego drewnianego pawilonu nawiązującego formą do dworca kolejowego z końca XIX wieku. Ze względu na ograniczenia terenowe zrekonstruowany obiekt nie jest wierną kopią dawnego (nastąpiło jego skrócenie i odwrócenie; oryginalny dworzec zwrócony był w stronę parku i pałacu). W pobliżu powstały edukacyjny Park Wiedzy i Zabawy ze ścieżką dydaktyczną oraz ogród angielski (100 gatunków roślin) z Aleją Gwiazd Puszczy Białowieskiej (tropy zwierząt, pióro puszczyka, korytarze wygryzane przez korniki oraz naturalnej wielkości odlewy zwierząt takich jak ryjówka, wilk i ryś).
Aktualnie teren stacji pozbawiony jest torów.